# Georg Siebert (Maler)
Georg Siebert (* 13. Mai 1896 in Dresden; † 6. November 1984 in Köln) war ein deutscher Maler und Vertreter des deutschen Realismus  und gehörte zum Umkreis der Neuen Sachlichkeit. Bevorzugte Sujets waren Landschaften, Stillleben und Porträts.

## Leben
Nach Studien an der Königlichen Kunstgewerbeschule Dresden (1913–1916), der Kunstakademie Dresden bei Richard Müller (1919–1921 und 1924–1926) und der Kunstakademie München bei Ludwig von Herterich und Max Doerner (1921–1923) erhielt er ein Ehrenzeugnis der Kunstakademie Dresden und ein Stipendium der Stadt Dresden. Er wurde Mitglied des Deutschen Künstlerbundes und 1932 der Dresdner Sezession 1932. Er war 1930 Preisträger des Ilgen-Preises. Siebert wurde zum rechten Flügel der Neuen Sachlichkeit gezählt. Er unternahm Auslandsreisen nach Paris und in die USA, wo seine Werke in der Ausstellung deutscher Kunst der Galerie Arnold gezeigt wurden. 1926 fand in der Galerie Remmler in Leipzig eine Sonderausstellung von Georg Siebert zusammen mit Max Frey statt. Von Siebert wurden dabei 14 Werke gezeigt.
Nach der Machtergreifung wurde er von 1933 bis 1942 Professor an der Kunstakademie Karlsruhe. Seine Teilnahme an einer großen Zahl von Gruppenausstellungen ist sicher belegt, darunter die Große Deutsche Kunstausstellung in München, zum Beispiel 1937 mit dem Bild SS-Mann, 1938 Deutsche Siedlerfamilie, 1939 Bauernfrühstück, 1940 Meine Kameraden in Polen und Landesschützen im Osten, sowie 1941, 1942, 1943 und auch noch 1944, der letzten Ausstellung vor dem Zusammenbruch, mit dem Gemälde Maler Professor Sauerstein. Die Gemälde Bauernfrühstück, Meine Kameraden in Polen und Landesschützen im Osten wurden von Adolf Hitler angekauft. Robert Ley kaufte 1940 das Gemälde Schwarzwaldlandschaft . Nach dem deutschen Überfall auf Polen 1939 malte er das Bild Meine Kameraden in Polen. 1941 trat er der NSDAP bei.
Nach dem Untergang des NS-Staats lebte Siebert in Obervogelgesang. In Karlsruhe lernte er seine Frau kennen und siedelte 1961 dorthin über. 1964 zog er nach Köln.
Heute finden sich u. a. seine Porträts in der Staatlichen Kunstsammlungen Dresden, dem Deutschen Historischen Museum in Berlin sowie in Privatsammlungen.
Die Staatlichen Kunstsammlungen Dresden, Galerie Neue Meister zeigten 2011 im Rahmen der großangelegten Ausstellung Neue Sachlichkeit in Dresden die Werke Erdarbeiter (1931) und Damenbildnis mit roter Kette (1936) von Georg Siebert. Zur Ausstellung erschien ein 352-seitiger Katalog.

## Ausstellungen in der DDR (unvollständig)
- 1958/1959; Dresden, Dritte Deutsche Kunstausstellung[13]
- 1960: Königstein: Festung Königstein („5. Ausstellung des Verbandes Bildender Künstler Deutschlands, Arbeitskreis Pirna“)